# Mount Agrihan
Mount Agrihan (dawniej Mount Agrigan) – aktywny stratowulkan tworzący wyspę Agrihan w archipelagu Marianów Północnych na Oceanie Spokojnym, będących terytorium zależnym Stanów Zjednoczonych. Wznosi się na wysokość 3999 m ponad dno morza i jest piątym pod względem wysokości wulkanem w łuku wyspowym Marianów. Szczyt, mierzący 965 m i zakończony kalderą o wymiarach 1 × 2 km oraz głębokości 500 m, jest najwyżej położonym punktem w Mikronezji. Ostatnia erupcja miała miejsce w roku 1917.
W 1990 ewakuowano Agrihan i okoliczne wyspy z powodu zagrożenia aktywnością wulkaniczną. Erupcja jednak nie nastąpiła i niedługo potem umożliwiono ponowne zasiedlanie tych terenów. Mimo to wyspa pozostawała niezamieszkana do roku 2000, kiedy to wrócili nieliczni mieszkańcy.